# Proctoporus
Proctoporus is een geslacht van hagedissen uit de familie Gymnophthalmidae.
De groep werd voor het eerst wetenschappelijk beschreven door Johann Jakob von Tschudi in 1845. Er zijn twintig soorten, inclusief de soort Proctoporus machupicchu die pas in 2015 wetenschappelijk werd beschreven. Alle soorten komen voor in delen van Zuid-Amerika en leven in de noordelijk gelegen landen Argentinië, Bolivia, Peru en Venezuela.

## Soortenlijst
| Soorten uit het geslacht Proctoporus | Soorten uit het geslacht Proctoporus                                | Soorten uit het geslacht Proctoporus |
| ------------------------------------ | ------------------------------------------------------------------- | ------------------------------------ |
| Naam                                 | Auteur                                                              | Verspreidingsgebied                  |
| Proctoporus bolivianus               | Werner, 1910                                                        | Bolivia, Peru                        |
| Proctoporus carabaya                 | Goicoechea, Padial, Chaparro, Castroviejo-Fisher & De la Riva, 2013 | Peru                                 |
| Proctoporus cephalolineatus          | García Pérez & Yustiz, 1995                                         | Venezuela                            |
| Proctoporus chasqui                  | Chávez, Siu-Ting, Duran & Venegas, 2011                             | Peru                                 |
| Proctoporus guentheri                | Boettger, 1891                                                      | Bolivia, Peru                        |
| Proctoporus iridescens               | Goicoechea, Padial, Chaparro, Castroviejo-Fisher & De la Riva, 2013 | Peru                                 |
| Proctoporus kiziriani                | Goicoechea, Padial, Chaparro, Castroviejo-Fisher & De la Riva, 2013 | Peru                                 |
| Proctoporus lacertus                 | Stejneger, 1913                                                     | Peru                                 |
| Proctoporus laudahnae                | Köhler & Lehr, 2004                                                 | Peru                                 |
| Proctoporus machupicchu              | Mamani, Goicoechea & Chaparro, 2015                                 | Peru                                 |
| Proctoporus oreades                  | Chávez, Siu-Ting, Duran & Venegas, 2011                             | Peru                                 |
| Proctoporus pachyurus                | Tschudi, 1845                                                       | Peru                                 |
| Proctoporus rahmi                    | de Grijs, 1936                                                      | Peru                                 |
| Proctoporus spinalis                 | Boulenger, 1911                                                     | Peru                                 |
| Proctoporus sucullucu                | Doan & Castoe, 2003                                                 | Peru                                 |
| Proctoporus titans                   | 2023                                                                | Peru                                 |
| Proctoporus unsaacae                 | Doan & Castoe, 2003                                                 | Peru                                 |
| Proctoporus xestus                   | Uzzell, 1969                                                        | Argentinië, Bolivia, Peru            |